# Vicente Lassala Miguel
Vicente Lassala Miguel († València, 1936) fou un polític valencià, diputat a les Corts Espanyoles durant la restauració borbònica, assassinat al començament de la guerra civil espanyola.

## Biografia
Fou elegit diputat pel districte de la Xiva de Bunyol pel Partit Conservador, sector ciervista a les eleccions generals espanyoles de 1919. També fou regidor de l'ajuntament de València el 1912. Després fou vicepresident de la Junta del Port de València, fundador i comissari de la Fira del Mostrari i president de les Colònies Escolars de les Escoles Pies, i president de la Cambra Agrícola de València. Durant la Segona República Espanyola fou membre de la Dreta Regional Valenciana. Fou assassinat a València el 6 d'agost de 1936.